# František Dvořák (malíř)
František Dvořák (* 21. ledna 1925 Rovečné – 5. března 2002 Praha) byl český malíř, restaurátor, kreslíř a grafik.

## Život
Narodil se 21. ledna 1925 v Rovečném na Moravě. V roce 1931 se rodina přestěhovala do Zlatník u Prahy.
Mezi lety 1935–1945 studoval v Kroměříži na Reálním gymnáziu a současně i na Kozánkově hudební škole. Studium musel přerušit, měl být totálně nasazen do Německa. Nejdříve se skrýval, nakonec ale totálnímu nasazení unikl tím, že jej otec zaměstnal jako učně ve své truhlářské dílně.
V letech 1945–1949 studoval Pedagogickou fakultu Univerzity Karlovy, kreslení a deskriptivní geometrii (prof. Cyril Bouda, Martin Salzman a Karel Lidický). Vedl zde Klub akademiků orientovaný na katolickou mládež. V roce 1949 byl po ideologických prověrkách, těsně před ukončení studia, ze školy vyloučen.
Na přímluvu profesora Salzmana se jej ujal prof. Vlastimil Rada a vzal do ateliéru na AVU, kde František Dvořák studoval do roku 1953. Už během studií se stal kandidátem Umělecké besedy, se kterou v roce 1953 vystavoval ve Velké besedě na Žofíně.
V roce 1954 byl do spolku Umělecké besedy přijat. Ve stejném roce získal ateliér v Praze na Žižkově.
O rok později se oženil s Ludmilou Neumannovou, absolventkou Vysoké školy umělecko-průmyslové v Praze, kde studovala v ateliéru prof. Antonína Kybala. Brzy po svatbě musel František Dvořák nastoupit na základní vojenskou službu.
V roce 1956 se narodil syn František, o rok později dcera Ludmila.
V roce 1959 založil společně s Pravoslavem Kutrou, Miloslavem Jemelkou a Jaroslavem Uiberlayem skupinu Experiment, která byla po první výstavě v roce 1960 zrušena.
V roce 1966 koupili s manželkou parcelu v Praze 4 a začal stavět rodinný dům s atelierem podle návrhu Jana Kaplického. Veškeré práce včetně výkopových prováděl sám, stavbu pouze za pomoci jednoho zedníka.
V roce 1969 dokončil stavbu domu. Přenechal ateliér na Žižkově Běle Kolářové. V dalších letech vydělával převážně restaurováním fresek (v Hostýně na Moravě, ve Sloupu na Moravě, u sv. Ludmily v Praze atd.) S Jiřím Načeradským restauroval v Litomyšli fresky a el secco v interiéru zámku. Po zbytek roku maloval ve svém ateliéru. Byl také ve skupině výtvarníků, kteří iniciovali vznik nové Umělecké besedy (Jiří Kolář, Jan Kotík, František Dvořák, Jaroslav Uiberlay, Karel Malich, Richard Fremund).
V roce 1991 byl rehabilitován a získal akademický titul doktor na Pedagogické fakultě Univerzity Karlovy v Praze.
Zemřel 5. března 2002 v Praze.

### Externí odkaty
- František Dvořák v informačním systému abART
- František Dvořák, malíř | frantisekdvorak.art